# Porto di Villa San Giovanni
Il porto di Villa San Giovanni, a nord di Reggio Calabria, è il più grande terminal per traghettamento di autoveicoli e rotabili ferroviari della Calabria.

## Storia
Le origini dell'approdo marittimo risalgono alla preistoria in quanto punto più vicino alla costa siciliana utilizzato dai vari popoli via via immigrati nell'isola e provenienti dal continente ma il porto attuale lega le sue origini a quelle dell'istituzione del collegamento ferroviario marittimo.
Un regio decreto del governo italiano, nel novembre del 1893, rilasciò la concessione per la navigazione a vapore attraverso lo stretto alla Società per le strade ferrate della Sicilia con l'obbligo di effettuare due corse giornaliere di traghetto tra Messina e Villa San Giovanni al completamento della ferrovia Tirrenica Meridionale.
Il 1º marzo 1905 la stazione di Villa venne collegata al nuovo scalo dei traghetti con un raccordo ferroviario ed entrò in funzione l'invasatura "1" permettendo l'avvio del traghettamento di carri ferroviari da inoltrare direttamente sulla nuova linea Tirrenica. L'importanza del porto di Villa San Giovanni andò aumentando a danno di Reggio Calabria in quanto l'itinerario ferroviario tirrenico, più breve di quello jonico, produsse lo spostamento del traffico ferroviario via mare sulle invasature villesi.

## Caratteristiche
Il porto è di tipo artificiale ed è protetto da un molo foraneo rettilineo alla cui radice si trovano le invasature ferroviarie: di esse 3 sono specializzate per il servizio ferroviario ed una, quella adiacente alla stazione ferroviaria per l'imbarco di veicoli stradali. La banchina di terra si prolunga fin quasi a Cannitello e serve, per la sua maggior estensione (con canalizzazione viaria per l'imbarco negli autotraghetti), all'approdo dei traghetti privati per l'imbarco di soli veicoli stradali; altre sezioni della banchina servono per altre categorie e tipi di natanti. I fondali sono sabbiosi e variano tra 3,5 e 5 m.